# Friauville
Friauville település Franciaországban, Meurthe-et-Moselle megyében. Lakosainak száma 369 fő (2022. január 1.). Friauville Allamont, Boncourt, Brainville, Conflans-en-Jarnisy, Jarny és Puxe községekkel határos.

## Népesség
A település népességének változása:
| Lakosok száma | 224  | 151  | 225  | 332  | 367  | 367  | 367  | 367  | 371  | 369  |
|               | 1968 | 1982 | 1990 | 2006 | 2013 | 2015 | 2017 | 2019 | 2020 | 2022 |